# Planetario Osservatorio Astronomico di Anzi

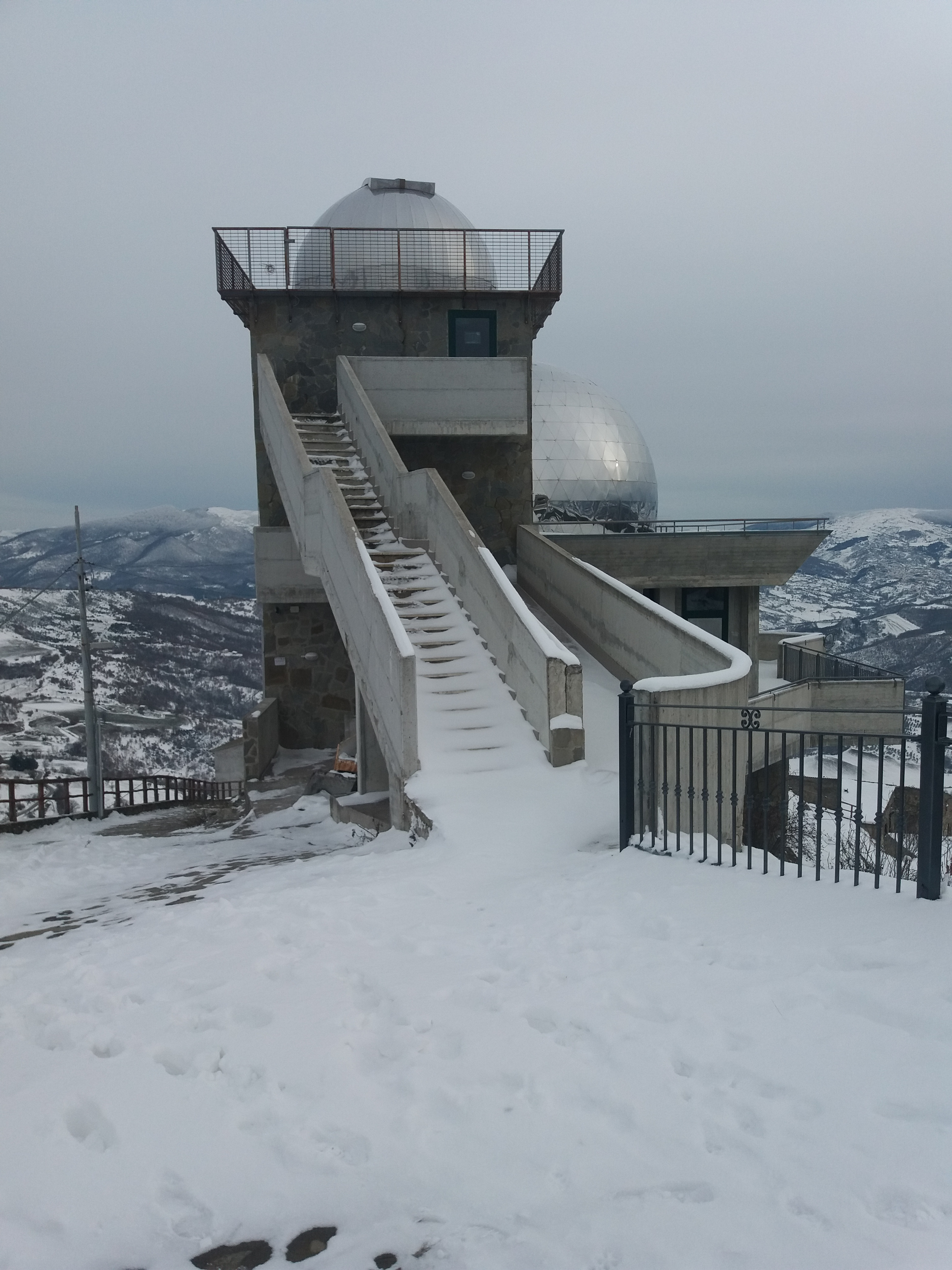
Im Vordergrund das Observatorium, im Hintergrund das Planetarium

Das Planetario Osservatorio Astronomico di Anzi liegt in Anzi, einer Gemeinde in der Region Basilikata. Der Komplex umfasst eine Sternwarte und ein Planetarium. Er wurde im August 2008 nach dem Abriss eines bekannten mittelalterlichen Turms eröffnet.
Der astronomische Komplex gehört zum Transnational heritage trail, einem Zusammenschluss von acht Staaten in Südosteuropa, mit dem besonderes natürliches und kulturelles Erbe gefördert wird. Die Besonderheit dieser Einrichtung liegt darin, dass sie als größte in der Region nur für Amateurastronomen zugänglich ist.

## Lage
Die Einrichtung befindet sich unmittelbar nordwestlich von Anzi auf etwa 1100 m s.l.m. am Monte Siri.

## Das Planetarium
Die Kuppel des Planetariums hat einen Durchmesser von 12 Metern. Durch eine hochentwickelte Lightshow ist es möglich, den ganzen Nachthimmel zu beobachten. 4500 Sterne sind sichtbar. Man kann außerdem einige Mechanismen aktivieren, um die Geburt der Sterne, die Entstehung eines Nebels, die Supernova-Explosion und die Galaxie des Sonnensystems zu reproduzieren.

## Das Observatorium
Zu dem astronomischen Observatorium gehört eins der hochentwickeltesten Teleskope in Süditalien, das es ermöglicht, besondere himmlische Körper zu beobachten. Die Observatorium wird von einer Gruppe von Experten verwaltet, die von der ESA (Europäischer Weltraumorganisation) anerkannt ist. Regelmäßig finden Ereignisse von internationaler Bedeutung statt, an denen Astronauten wie Paolo Nespoli, Umberto Guidoni, Luca Parmitano teilgenommen haben.